# 米申克里克 (明尼蘇達州)
米申克里克（英語：Mission Creek）是位於美國明尼蘇達州派恩縣米申克里克鎮區的一個非建制地區。

## 地理
米申克里克所處的海拔為高於海平面305米（即1001英呎），而該地所採用的時區為UTC-6，即北美中部時區（CST）。同時該地設有夏令時間，為UTC-6調快一小時，即UTC-5（CDT）。